# Edviges do Palatinado-Sulzbach
Edviges do Palatinado-Sulzbach, de seu nome completo Maria Edviges Augusta do Palatinado-Sulzbach (em alemão:  Marie Hedwig Auguste von Pfalz-Sulzbach; Sulzbach, 15 de abril de 1650 - Hamburgo, 23 de novembro de 1681) foi uma princess do ramo palatino da Casa de Wittelsbach pertencendo à linha do Palatinado-Sulzach. Pelo seu primeiro casamento tornou-se Arquiduquesa da Áustria e, pelo segundo casamento, Duquesa consorte de Saxe-Lauemburgo.

## Biografia
Edviges era a filha de Cristiano Augusto, Duque do Palatinado-Sulzbach (1622–1708) e de Amália (1615–1669) filha de João VII, Conde de Nassau-Siegen.
A 3 de junho de 1665 casou, por procuração, na capela da Corte de Sulzbach com o Arquiduque Sigismundo Francisco de Habsburgo, Conde do Tirol (1630–1665) que, apes a morte inesperada do seu irmão mais velho, abandonou os seas cargos eclesiásticos para assegurar a sucessão dinástica. Contudo, ele não consumou o seu casamento uma vez que quando viajou para ir ao encontro da sua noiva, ele ficou seriamente doente vindo a falecer em Innsbruck, doze dias após o seu casamento.
O segundo casamento de Edviges ocorreu em 9 de abril de 1668, em Sulzbach, com Júlio Francisco, Duque de Saxe-Lauemburgo (1641–1689). Em 1668, o seu pai erigiu um memorial em pedra na igreja paroquial de Sulzbach, para celebrar o segundo casamento da filha. A Edviges fora assegurado um rendimento anual de 20.000 florins aquando do seu primeiro casamento; Júlio Francisco acordou com a Corte Imperial que, em vez disso, a mulher receberia um pagamento único.
Edviges faleceu em 1681 sendo sepultada no Castelo Branco, em Ostrov (em alemão:  Schlackenwerth).

## Casamentos e decendência
Edviges teve apenas descendência do seu casamento com o Duque Julio Francisco de Saxe-Lauemburgo:
- Ana Maria Teresa (Anna Maria Theresia) (1670–1671)
- Ana Maria Francisca (Anna Maria Franziska) (1672–1741), que casou em primeiras núpcias com em 1690 com Filipe Guilherme Augusto de Neuburgo (1668-1693); e casou em segundas núpcias em 1697 com João Gastão de Médici, Grão-Duque da Toscana (1671-1737)
- Sibila (Sybille) (1675–1733) que casou em 1690 com o Luís Guilherme, Margrave de Baden-Baden (1655-1707)